# 孔布雷斯-德恩梅迪奥
孔布雷斯-德恩梅迪奥是西班牙安达卢西亚自治区韦尔瓦省的一个市镇。总面积14平方公里，总人口52人（2001年），人口密度4人/平方公里。